# Đura Jakšić
Georgije "Đura" Jakšić, en cirílico serbio Ђура Јакшић, latinizado Djura Jaksic (n. en Srpska Crnja el 27 de julio de 1832 - f. en Belgrado el 16 de noviembre de 1878) fue un poeta, pintor, navegante, orador, bohemio y patriota serbio. 

## Vida y obra
Jakšić recibió educación primaria y secundaria en Timisoara (ahora en Rumanía) y Szeged (ahora en Hungría) y estudió Bellas Artes en Viena y Múnich.
En él confluyen las tendencias expresivas más representativas del romanticismo serbio, tanto en literatura como en pintura. Apasionado, impetuoso, imaginativo, emotivo, adorador de lo libre, escribió poemas a la libertad y contra la tiranía amén de versos que manifiestan un gran dolor asfixiante.
Es autor además de cuarenta cuentos y  tres  dramas: Stanoje Glavaš, Seoba Srbalja, Jelisaveta y la novela Worriors.  En Belgrado, vivió en el bohemio Skadarlija. Actualmente, la casa donde residió es un centro cultural y sala de exposiciones.
Asimismo, fue profesor y muchos colegios llevan su nombre en diferentes localidades de la ex Yugoslavia.